# Siège d'Alep (994-995)
Pour les articles homonymes, voir Siège d'Alep (homonymie).
Guerres arabo-byzantines
Batailles
- Mu'tah (629)
- Ajnadayn (634)
- Damas (634)
- Fahl (635)
- Yarmouk (636)
- Jérusalem (636-637)

- Héliopolis (640)
- Nikiou (646)

- Sufétula (647)
- Tahouda (683)
- Mammès (688)
- Carthage (698)
- Oued Nini (698)

- 1re Constantinople (674-678)
- Sébastopolis (692)
- Tyane (~708)
- 2e Constantinople (717-718)
- Andrinople (718)
- Nicée (727)
- Akroinon (740)

- Kamacha (766)
- Invasion de l'Asie Mineure (782)
- Kopidnadon (788)
- Krasos (804)
- Invasion de l'Asie Mineure (806)
- Anzen (838)
- Amorium (838)
- Mauropotamos (844)
- Poson (863)
- Bathys Ryax (872 ou 878)

- Syracuse (877-878)
- Stelai ou 1re Milazzo (880)
- 2e Milazzo (888)
- Taormine (902)
- Garigliano (915)
- Détroit (965)
- Georges Maniakès en Sicile (1038-1040)

- Phœnix de Lycie (655)
- Keramaia (746)
- Conquête musulmane de la Crête (années 820)
- Damiette (853)
- Raguse (866-868)
- Kardia (~872-873)
- Golfe de Corinthe (~873)
- Céphalonie (880)
- Chalcis (~883)
- Thessalonique (904)

- Portes ciliciennes (878)
- Campagnes de Jean Kourkouas (926-944)
- Marach (953)
- Raban (958)
- Andrassos (960)
- Campagnes de Nicéphore II Phocas (956-969)
- Chandax (960-961)
- Alexandrette (971)
- Campagnes de Jean Tzimiskès (~950-975)
- Gués de l'Oronte (994)
- Alep (994-995)
- Apamée (998)
- Campagnes de Basile II (979-999)
- Azâz (1030)

Le siège d'Alep de 994-995 est un siège de la capitale hamdanide d'Alep par l'armée du califat fatimide sous Manjoutakin du printemps 994 à avril 995. Manjoutakin assiège la ville pendant l'hiver, tandis que la population d'Alep meurt de faim et souffre de maladie.
Au printemps 995, l'émir d'Alep, Loulou el-Kébir fait appel à l'aide de l'empereur byzantin Basile II et voit l'arrivée d'une armée de soutien byzantine sous le commandement de l'empereur en avril 995. L'arrivée byzantine contraint les forces fatimides à abandonner le siège et à se retirer vers le sud.

## Contexte
Le 28 octobre 969, l'Empire byzantin reconquiert la ville d'Antioche après un siège de onze mois dans ce qui est parfois appelé la période de la « Reconquista byzantine ». Pour donner plus de profondeur stratégique à la nouvelle possession, le général byzantin Pierre Phocas s'avance sur la capitale hamdanide d'Alep, déjà pillée et affaiblie par Nicéphore II Phocas. Après un siège de 27 jours, les Hamdanides se rendent en janvier 970 et acceptent de devenir un État client byzantin dans le traité de Safar.
Dans le même temps, le califat fatimide prend le contrôle de l'Égypte en 969 et adopte une politique de sécurisation du Levant en tant qu'État tampon contre une invasion du nord-est de l'Égypte et pour faire avancer leurs prétentions à la domination sur le monde musulman, chercher à remplacer le califat abbasside. Dans un premier temps, un conflit entre l'Empire byzantin et les Fatimides est évité car chaque camp considérait l'autre comme un allié utile contre les Abbassides, et parce que les Fatimides ont du mal à établir leur domination sur la Syrie.
Dans les années 980, les Fatimides prennent contrôle la majeure partie de la Syrie. La justification des relations amicales entre les Byzantins et les Fatimides semble plus intenable. Pour les Fatimides, Alep est une porte d'entrée pour les opérations militaires contre les Abbassides à l'est et les Byzantins au nord. Pour les Byzantins, conserver Alep comme tampon est vital pour empêcher l'émergence d'un État musulman fort à sa frontière qui pourrait menacer directement l'Empire et les plaines fertiles d'Anatolie.

## Prélude
En 992, les Fatimides rompent la trêve de 987 avec les Byzantins et lancent une invasion des territoires hamdanides et byzantins en Syrie, leur infligeant des dégâts importants. L'empereur byzantin Basile II envoie d'abord le général Léon Mélissène pour renforcer les défenses byzantines et lance a une opération navale avortée contre les Fatimides d'Alexandrie en mai 993. Ces actions n'empêchent pas les Fatimides de rassembler une force suffisamment forte pour conquérir Alep.

## Siège
Alors que les Fatimides sous le général Manjoutakin assiègent Alep au printemps 994, le doux byzantin Michel Bourtzès dirige une armée pour soulager la ville. Il est vaincu et son armée détruite à la bataille des gués de l'Oronte le 15 septembre 994, avec 5 000 soldats byzantins tués. Dans la foulée, Manjoutakin reprend la forteresse d'Azaz et les terres autour d'Alep.
Les Fatimides construisent un village fortifié en face d'Alep, rempli de bazars et de bains, dans lesquels loger leurs soldats pour l'hiver. La population d'Alep endure la famine et la maladie au fil des mois. L'émir d'Alep, Loulou el-Kébir fait appel à Basile II pour l'aider, avertissant que si Alep tombe, Antioche serait la prochaine en ligne. Basile II, alors occupé à faire campagne contre le Premier Empire bulgare, reconnaît l'importance de la stabilité sur la frontière orientale byzantine. Avec une armée de secours, il traverse l'Anatolie jusqu'à Antioche en seize jours, arrivant en avril 995. Alors que l'armée de l'empereur approche d'Alep, Manjoutakin brûle son camp et abandonne rapidement le siège pour des raisons peu claires mais qui ont probablement à voir avec une peur d'affronter l'armée de Basile II, une infériorité numérique ou un mécontentement de ses troupes face à la durée du siège.

## Conséquences
Alors que l'armée fatimide se retire vers le sud, les désertions augmentent et la population civile souffre des déprédations des soldats en maraude. L'armée de Basile II continue à restaurer les terres des Hamdanides puis tente un siège raté contre Tripoli. Il retourne bientôt à Constantinople en passant par Antioche, laissant la frontière orientale avec des territoires byzantins légèrement augmentés et avec Damien Dalassène comme nouveau doux d'Antioche. L'empereur rejette une suggestion de son frère Constantin (le futur Constantin VIII) d'annexer Alep.